# Proceratophrys rondonae
Proceratophrys rondonae es una especie de anfibio anuro de la familia Odontophrynidae.

## Distribución geográfica
Esta especie es endémica de Rondônia en Brasil.

## Etimología
El nombre de su especie le fue dado en referencia al lugar de su descubrimiento, el estado de Rondônia.

## Publicación original
- Prado & Pombal, 2008 : Espécies de Proceratophrys Miranda-Ribeiro, 1920 com apendices palpebrais (Anura; Cycloramphidae). Arquivos de Zoología, São Paulo, vol. 39, p. 1-85.[2]